# Tupiperla reichardti
Tupiperla reichardti är en bäcksländeart som beskrevs av Froehlich 1998. Tupiperla reichardti ingår i släktet Tupiperla och familjen Gripopterygidae. Inga underarter finns listade i Catalogue of Life.